# The Adventures of Rain Dance Maggie
The Adventures of Rain Dance Maggie è un singolo del gruppo musicale statunitense Red Hot Chili Peppers, pubblicato il 15 luglio 2011 come primo estratto dal decimo album in studio I'm with You.
Si tratta del primo singolo con il chitarrista Josh Klinghoffer, pubblicato a distanza di quattro anni dal precedente Hump de Bump.

## Video musicale
Il video musicale, diretto dal regista statunitense Marc Klasfeld, è stato trasmesso in première su MTV il 17 agosto 2011.
Il videoclip è stato improvvisato ispirandosi al Rooftop Concert dei Beatles: il 30 luglio 2011 i quattro musicisti sono semplicemente saliti sul tetto di un palazzo di Venice Beach a Los Angeles per esibirsi in un concerto di due ore e mezzo mentre il sole calava. I fan che si raccoglievano sotto l'edificio con il passare del tempo sono stati avvertiti tramite il social network Twitter solo pochi minuti prima dello spettacolo.

## Tracce
CD single
1. The Adventures of Rain Dance Maggie – 4:42[7]

- All'interno della confezione del CD si trova un adesivo con il logo del gruppo.

Singolo promozionale
1. The Adventures of Rain Dance Maggie – 4:42

UK Promo single 1
1. The Adventures of Rain Dance Maggie (Album Version) – 4:42
2. The Adventures of Rain Dance Maggie (UK Radio Edit) – 3:58

UK Promo single 2
1. The Adventures of Rain Dance Maggie (UK Radio Edit) – 3:58

## Classifiche
| Classifica (2011)             | Posizione massima |
| ----------------------------- | ----------------- |
| Australia                     | 41                |
| Austria                       | 20                |
| Belgio (Fiandre)              | 14                |
| Belgio (Vallonia)             | 8                 |
| Canada                        | 16                |
| Finlandia                     | 20                |
| Francia                       | 38                |
| Germania                      | 20                |
| Giappone                      | 6                 |
| Nuova Zelanda                 | 30                |
| Paesi Bassi                   | 28                |
| Regno Unito                   | 44                |
| Repubblica Ceca               | 24                |
| Slovacchia                    | 3                 |
| Spagna                        | 43                |
| Svizzera                      | 26                |
| Stati Uniti                   | 38                |
| Stati Uniti (alternative)     | 1                 |
| Stati Uniti (mainstream rock) | 2                 |
| Ungheria                      | 7                 |